# Metallica: Through the Never (음반)
《메탈리카 스루 더 네버(Metallica Through the Never)》는 미국의 헤비 메탈밴드 메탈리카의 콘서트 영화 사운드트랙이다. 2012년 캐나다의 에드먼턴과 밴쿠버에서 열렸던 영화 촬영 겸 라이브의 실황을 수록했다.
초도 한정판에는 자석이 붙어있는 판지 재질의 기타 피크 모형이 들어있고, 한국 라이센스판에는 음악평론가 고종석이 쓴 〈Metallica Through the Never〉라는 제목의 앨범 평론이 별지로 첨부되어있다.

## 수록곡
| #  | 제목                        | 재생 시간 |
| -- | --------------------------- | --------- |
| 1. | 〈The Ecstasy of Gold〉     | 2:02      |
| 2. | 〈Creeping Death〉          | 6:20      |
| 3. | 〈For Whom the Bell Tolls〉 | 4:40      |
| 4. | 〈Fuel〉                    | 3:58      |
| 5. | 〈Ride the Lightning〉      | 6:55      |
| 6. | 〈One〉                     | 8:25      |
| 7. | 〈The Memory Remains〉      | 5:43      |
| 8. | 〈Wherever I May Roam〉     | 6:19      |

| #  | 제목                       | 재생 시간 |
| -- | -------------------------- | --------- |
| 1. | 〈Cyanide〉                | 7:02      |
| 2. | 〈...And Justice for All〉 | 9:18      |
| 3. | 〈Master of Puppets〉      | 8:26      |
| 4. | 〈Battery〉                | 5:14      |
| 5. | 〈Nothing Else Matters〉   | 7:22      |
| 6. | 〈Enter Sandman〉          | 6:22      |
| 7. | 〈Hit the Lights〉         | 4:40      |
| 8. | 〈Orion〉                  | 8:27      |

## 참여
이 목록은 해당 앨범의 부클릿에서 발췌하였다.
메탈리카
- 제임스 헷필드 - 보컬, 리듬 기타
- 커크 해밋 - 리드 기타
- 로버트 트루히요 - 베이스, 백킹보컬
- 라스 울리히 - 드럼

스탭
- Greg Fidelman - 프로듀서, 믹싱, 녹음
- Mike Gillies - 녹음
- Jim Monti, Sara Lynn Killion - 추가 녹음
- Eric Weaver, Sara Lynn Killion - 보조 기술자
- Brian Flanzbaum, Danny Breeden, Peter (Barista) Gary, Jeremy Hinkston, John Harris(Music Mix Mobile) - 모바일 레코딩
- Jim Monti, Dan Monti, Sara Lynn Killion, Jason Gossman, Ken Sluiter - 에디트
- Lindsay Chase - 사운드트랙 믹스 코디네이터
- Howie Weinberg, Dan Gerbarg(Howie Weinberg Mastering) - 마스터링
- Turner Duckworth - 앨범 디자인
- Q Prime Inc. - 매니지먼트

## 참조
- 스루 더 네버 영화 홈페이지
- 메탈리카 공식 홈페이지